# St. Leonhard (Krummennaab)

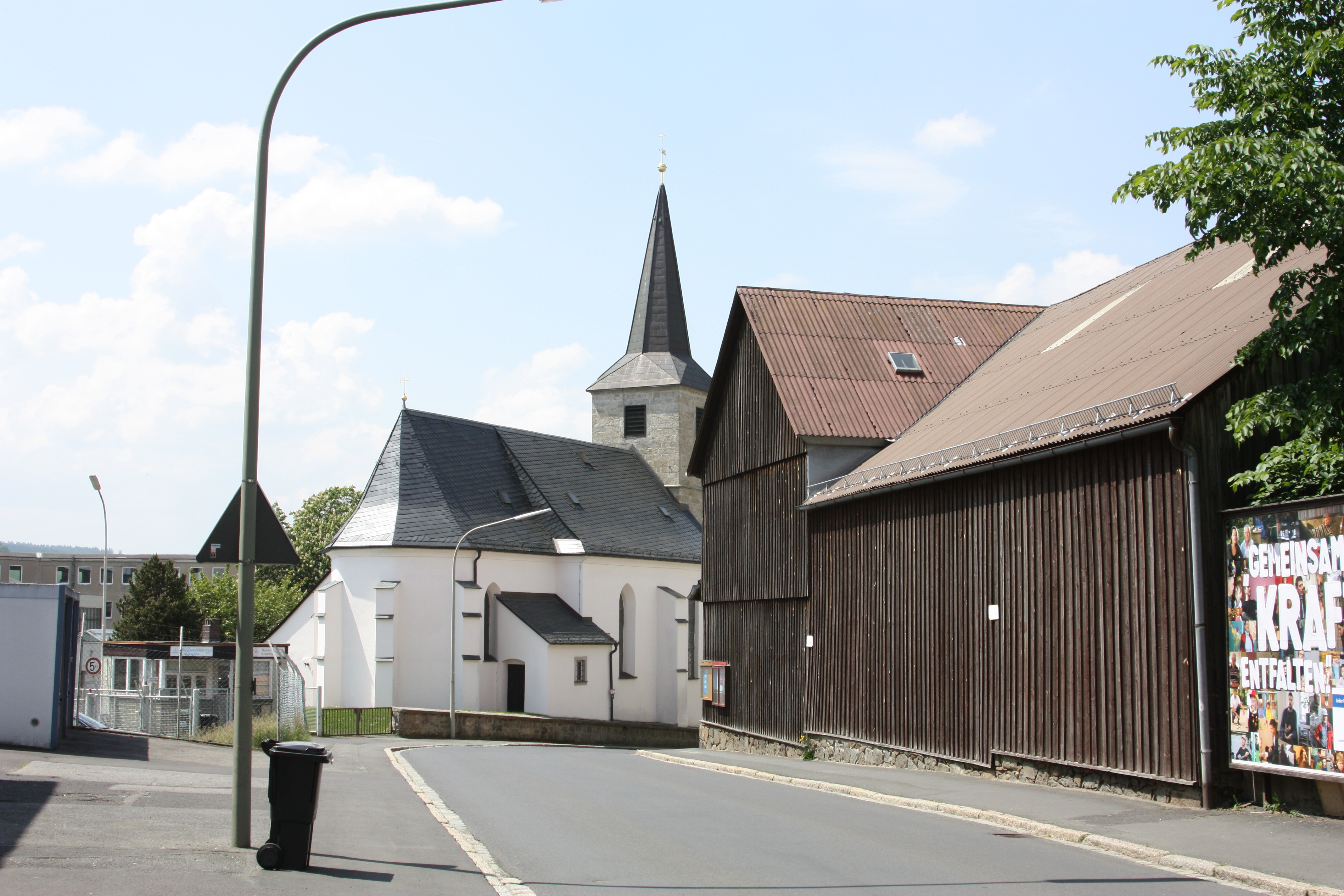
St. Leonhard in Krummennaab

Die evangelisch-lutherische, denkmalgeschützte Pfarrkirche St. Leonhard, die von 1663 bis 1931 Simultankirche war, steht in Krummennaab, einer Gemeinde im Landkreis Tirschenreuth der Oberpfalz. Die Pfarrei Thumsenreuth/Krummennaab gehört zum Evangelisch-Lutherischen Dekanat Cham/Sulzbach-Rosenberg/Weiden im Kirchenkreis Regensburg der Evangelisch-Lutherischen Kirche in Bayern. Das Bauwerk ist unter der Denkmalnummer D-3-77-132-3 als Baudenkmal in die Bayerische Denkmalliste eingetragen.

## Beschreibung
Die Saalkirche entstand als gotisches Bauwerk zwischen 1433 und 1459. Sie besteht aus einem Langhaus, einem eingezogenen, dreiseitig geschlossenen Chor im Osten, deren Wände von Strebepfeilern gestützt werden, und einem Kirchturm aus Quadermauerwerk im Westen, der mit einem achtseitigen Knickhelm bedeckt ist. 1663 wurde sie für beide Konfessionen Pfarrkirche. Im Jahr 1732 wurde der Innenraum barock umgestaltet. Nach dem Brand von 1832 wurde die Kirche unter Verwendung der alten Mauern wieder aufgebaut. 
Das Langhaus und der Chor werden beide von flachen Tonnengewölben überspannt, die mit Bandelwerk verziert sind. Der Chorbogen wird von Pilastern flankiert. Zur Kirchenausstattung gehört der Hochaltar von 1731, der von je zwei Säulen gerahmt wird. Seitlich von ihm stehen die Statuen des heiligen Joachim und der heiligen Anna. Das Altarretabel mit der Kreuzigung Christi stammt aus dem 19. Jahrhundert. Das ursprüngliche, das die Schöpfung zeigt, hängt an der Südwand des Chors. Die Orgel wurde 1969 von der E. F. Walcker & Cie. gebaut.